# Тетерин, Владислав Михайлович
Владислав Михайлович Тетерин — российский пианист и продюсер. Президент Центра музыкального искусства «Классика», президент некоммерческого фонда «Мир искусства», организатор благотворительной акции «Звезды мира — детям», в рамках которой в различных городах мира проводятся концерты с участием звезд классической музыки и музыкально одаренных детей-инвалидов.

## Биография
В 1981 году закончил Московскую государственную консерваторию имени П. И. Чайковского по классу фортепиано. Был успешным концертирующим пианистом. Выступал в Японии, США, Австралии и во многих странах Европы.
В 1990 году организовал первое независимое концертное агентство — Центр музыкального искусства «Классика» — для работы со знаменитыми музыкантами. При участии центра «Классика» был организован концерт Монтсеррат Кабалье в Москве в ноябре 1997 года.
В 1995 году после успешного тура из 15 концертов по Японии Тетерин провел благотворительный концерт в школе-интернате для тяжело больных детей. По рассказу Тетерина, дети, перевирая ноты и отвлекаясь, спели ему мучительно отрепетированную народную песню. Тогда Тетерин стал наигрывать популярные японские мелодии из песенника, а дети чудесно стали петь. По словам Тетерина, в тот вечер он подумал, что не надо давать благотворительные концерты для детей, надо давать благотворительные концерты с детьми.
По возвращении в Москву Тетерин бросил концертную деятельность и с тех пор занимается поиском в России и за рубежом талантливых детей с ограниченными возможностями здоровья и организацией их концертов на одной сцене с великими музыкантами. Для этого в 1997 году был создан благотворительный фонд «Мир искусства» и организована благотворительная акция «Звезды мира — детям». Музыкально одаренных детей-инвалидов находят в различных городах, учат у лучших педагогов и выводят на мировые сцены играть с великими музыкантами — с Монтсеррат Кабалье, Чечилией Бартоли, Дмитрием Хворостовским, Владимиром Спиваковым, Эвелин Гленни.
Жена Владислава Тетерина, Елена Евгеньевна Яковлева, является исполнительным директором и пресс-секретарем фонда «Мир искусства».

## Фонд «Мир искусства»
Некоммерческий благотворительный фонд «Мир искусства» был организован в 1997 году как музыкально-социальный проект. Его целью является «социальная адаптация музыкально одаренных детей и молодежи с проблемами в развитии, детей-сирот и их сверстников с ограниченными возможностями здоровья». Работники фонда ведут поиск талантливых детей-инвалидов, обучают их музыке, организуют для них концерты с участием мировых звезд.
Концерты, организуемые фондом «Мир искусства» являются убыточными, потому что помимо обычных расходов (аренда зала, гонорар оркестра и солистов) имеются расходы на поиск одаренных детей, оплату для них педагогов, покупку музыкальных инструментов, стипендии, инвалидные коляски, компьютеры. Эта деятельность стоит 1,5 миллиона долларов в год, которая до определенного момента полностью спонсировалась российским предпринимателем Алишером Усмановым.
В рамках благотворительной акции «Тысяча городов России» фондом «Мир искусства» были организованы концерты детей в Туле, Смоленске, Вологде, Чите, Новосибирске, Санкт-Петербурге, Иркутске, Хабаровске, Владивостоке, Самаре, Ярославле, Нижнем Новгороде и других городах России.
В 2003 году дочь Владислава Тетерина Мария открыла в Лондоне благотворительный фонд Music of Life, чьи задачи созвучны идеям "Мира искусства". Music of Life Foundation работает с детьми и молодыми людьми с особенностями в развитии, предоставляя возможность получить доступ к качественному музыкальному образованию и выступлениям - как в индивидуальном порядке, так и в сотрудничестве с ведущими хорами и оркестрами.  
В октябре 2009 года фондом «Мир искусства» в Большом зале консерватории Москвы был организован концерт, посвященный 75-летию со дня рождения хорового дирижёра Виктора Попова, где среди прочего была исполнена девятая симфония Бетховена, в финале которой пел сводный хор из тысячи человек.
Активное участие в работе Международного фонда «Мир искусства» принимал Алексей Баталов.

## Благотворительная акция «Звезды мира — детям»
Благотворительная акция «Звезды мира — детям» действует с 1997 года.
В 2002 году воспитанники фонда вместе с мировыми оперными звездами Анджелой Георгиу и Роберто Аланьей пели для Иоанна Павла Второго в Ватикане, который после концерта поблагодарил гостей по-русски.
В том же году в Петергофе состоялся концерт с участием музыкантов-инвалидов и оркестром, которым дирижировал Юрий Темирканов.
В ноябре 2000 года в Москве состоялся благотворительный концерт-акция «Звезды мира — детям» с участием бывшей оперной дивы Монтсеррат Кабалье.
1 июня 2004 года в День защиты детей в рамках празднования 50-летия присоединения России к ЮНЕСКО в Московском международном Доме музыки был проведен очередной концерт «Звезды мира — детям». В концерте кроме подопечных Тетерина принял участие филармонический оркестр под управлением В.Спивакова, Всемирный детский хор ЮНЕСКО, Мария Гулегина, Маю Кисима.